# Emil Janik
Emil Janik (* 29. September 1906 in Grattersdorf; † 26. Juni 1981 in Passau) war ein römisch-katholischer Priester.

## Leben
Nach dem Studium an der Päpstlichen Universität in Rom sowie in München empfing Janik 1932 in Passau die Priesterweihe. Im Anschluss daran wirkte er für kurze Zeit als Kooperator in Büchlberg, wurde jedoch schon bald als Seminarpräfekt nach Passau gerufen. 1936 ernannte man ihn zum Subregens des Priesterseminars St. Stephan. 1940 wurde er Domvikar sowie Sekretär von Bischof Simon Konrad Landersdorfer. Dieser berief ihn 1955 auch ins Domkapitel. In den Jahren 1943 bis 1945 war Janik außerdem Diözesan-Jugendseelsorger. Von 1974 bis 1977 war er als Dompropst der Vorsitzende im Passauer Domkapitel und trat zum 1. August 1977 in den Ruhestand.
Seit der Gründung des Passauer Bistumsblatts im Jahr 1936 bis zum 31. März 1978 wirkte Janik als dessen Chefredakteur. Während der NS-Diktatur wurde er wiederholt wegen Vergehen gegen den sogenannten Kanzelparagraph angezeigt und auch bestraft.
Janik, der sich auch um die Marianische Bürgerkongregation viele Verdienste erworben hat, starb am 26. Juni 1981 in Passau und wurde in der Domherrengruft der Kirche St. Severin beigesetzt.

## Ehrungen und Auszeichnungen
- Päpstlicher Ehrenprälat (1961)
- Verdienstkreuz I. Klasse des Verdienstordens der Bundesrepublik Deutschland (1967)
- Bayerischer Verdienstorden (1971)
- Apostolischer Protonotar (1976)
- Bischöflicher Geistlicher Rat